# Kiattipong Radchatagriengkai

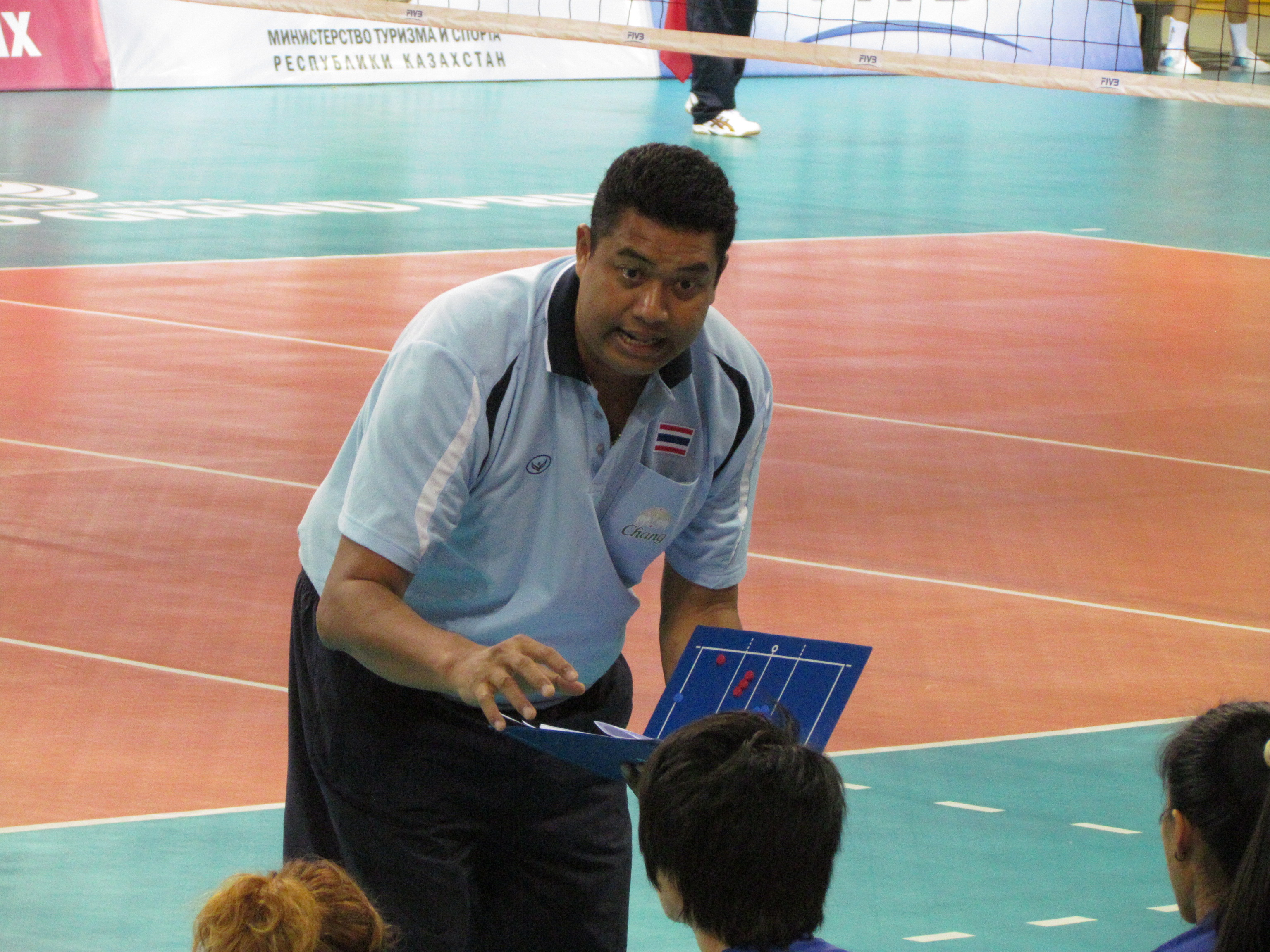
Kiattipong Radchatagriengkai trenerem reprezentacji Tajlandii w 2011 roku

Kiattipong Radchatagriengkai (ur. 17 lipca 1966 w Nakhon Ratchasima) – tajski trener siatkarski. Były siatkarz reprezentacji Tajlandii. 
2 grudnia 2014 roku wziął ślub z chińską siatkarką Kun Feng.

## Sukcesy klubowe[4]
Klubowe Mistrzostwa Azji:
- 2009, 2010, 2011
- 2007, 2008
- 2006, 2012

Liga tajska:
- 2009, 2010

Liga azerska:
- 2013

## Sukcesy reprezentacyjne
Letnia Uniwersjada:
- 2001

Mistrzostwa Azji:
- 2009[5], 2013[6]
- 2001, 2007, 2015

Puchar Azji:
- 2012[7]
- 2010
- 2008

Igrzyska Azjatyckie:
- 2014